# Estación Hualqui
Hualqui es una estación ferroviaria en la comuna homónima, región del Biobío. Es parte del ramal San Rosendo-Talcahuano, inaugurado en 1873, y actualmente entrega servicios de parada para la línea 1 del Biotren y el Tren Talcahuano-Laja.

## Historia
Fue construida con el FC de Talcahuano-Chillán y Angol, en 1873. Luego pasó a formar parte de la red Sur de Ferrocarriles del Estado. Forma parte del ramal Laja-Talcahuano. Actualmente es la estación terminal ubicada en la comuna de Hualqui, perteneciente a la Línea 1 (L1) del Biotrén. Se incorporó en 2001 a este servicio, junto con la entrega del Taller de Mantención Hualquí.
El edificio actual fue construido en el Marco del Proyecto Alianza para el Progreso, junto con otras estaciones. El edificio fue remodelado en 2001, cuando se incorporó al Biotrén, y en 24 de noviembre de 2005, se construyó una nueva boletería y torniquetes. Desde diciembre de 2005, es estación de combinación con el Servicio Regional con destino a Laja.
El Taller Hualqui actualmente fue transferido al  Talleres y Cocheras Omer Huet, donde se encontraba una estación hasta principios de 1990.

## Servicios

### Actuales
Desde la década de 1990 la estación presta servicios entre Talcahuano, Concepción y Laja. Es para el 1 de mayo de 2008 que inician los servicios del actual tren Talcahuano-Laja. El servicio presta ocho servicios diarios.